# Burgruine Leienfels

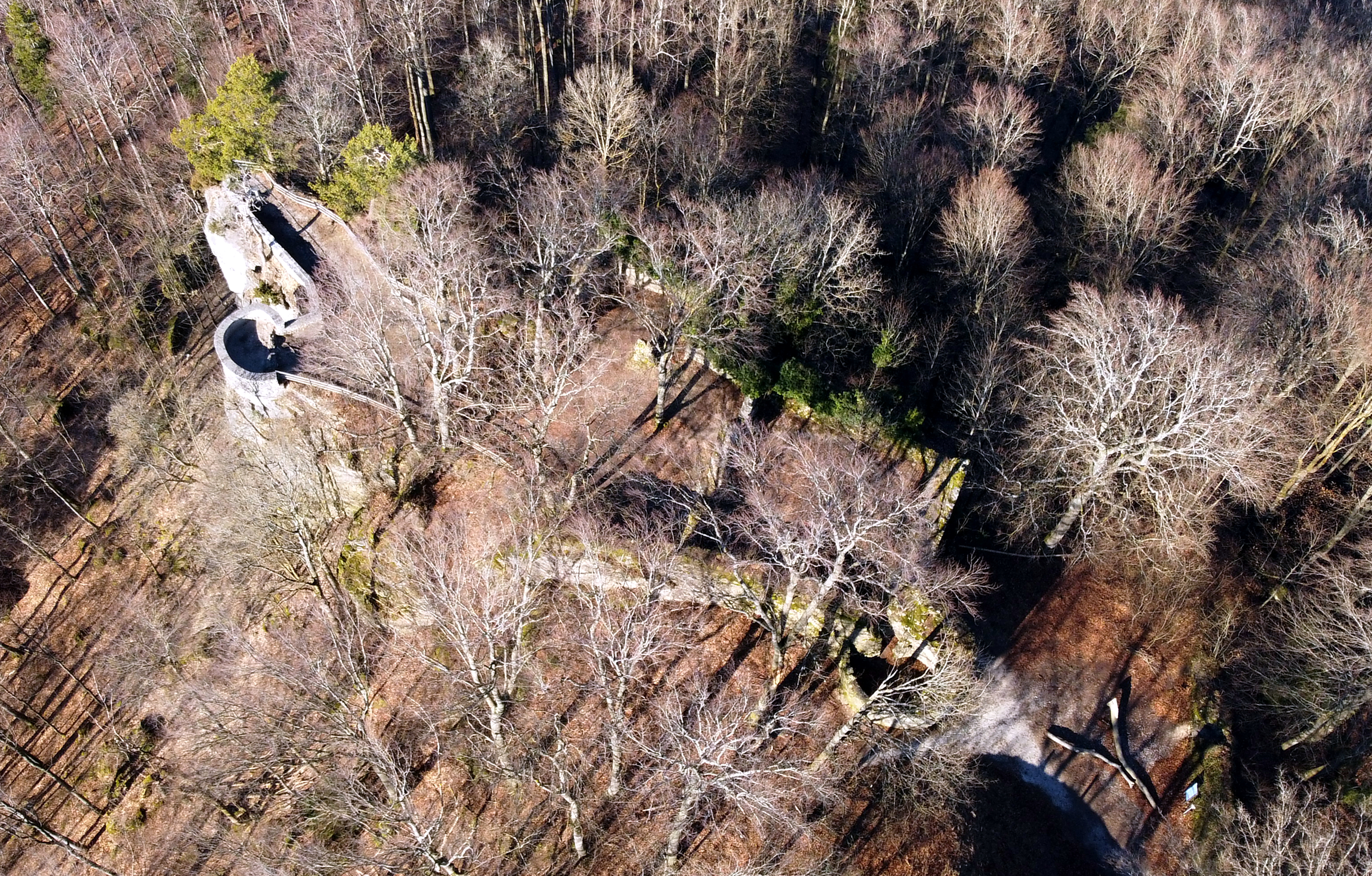
Luftbild der Burgruine Leienfels (März 2022).

Die Burgruine Leienfels war eine spätmittelalterliche Adelsburg, unmittelbar nordwestlich der gleichnamigen Ortschaft Leienfels in der Fränkischen Schweiz. Der Ort gehört zur Stadt Pottenstein im oberfränkischen Landkreis Bayreuth in Bayern.
Die Ruine der Höhenburg ist frei zugänglich und dient als Aussichtspunkt.

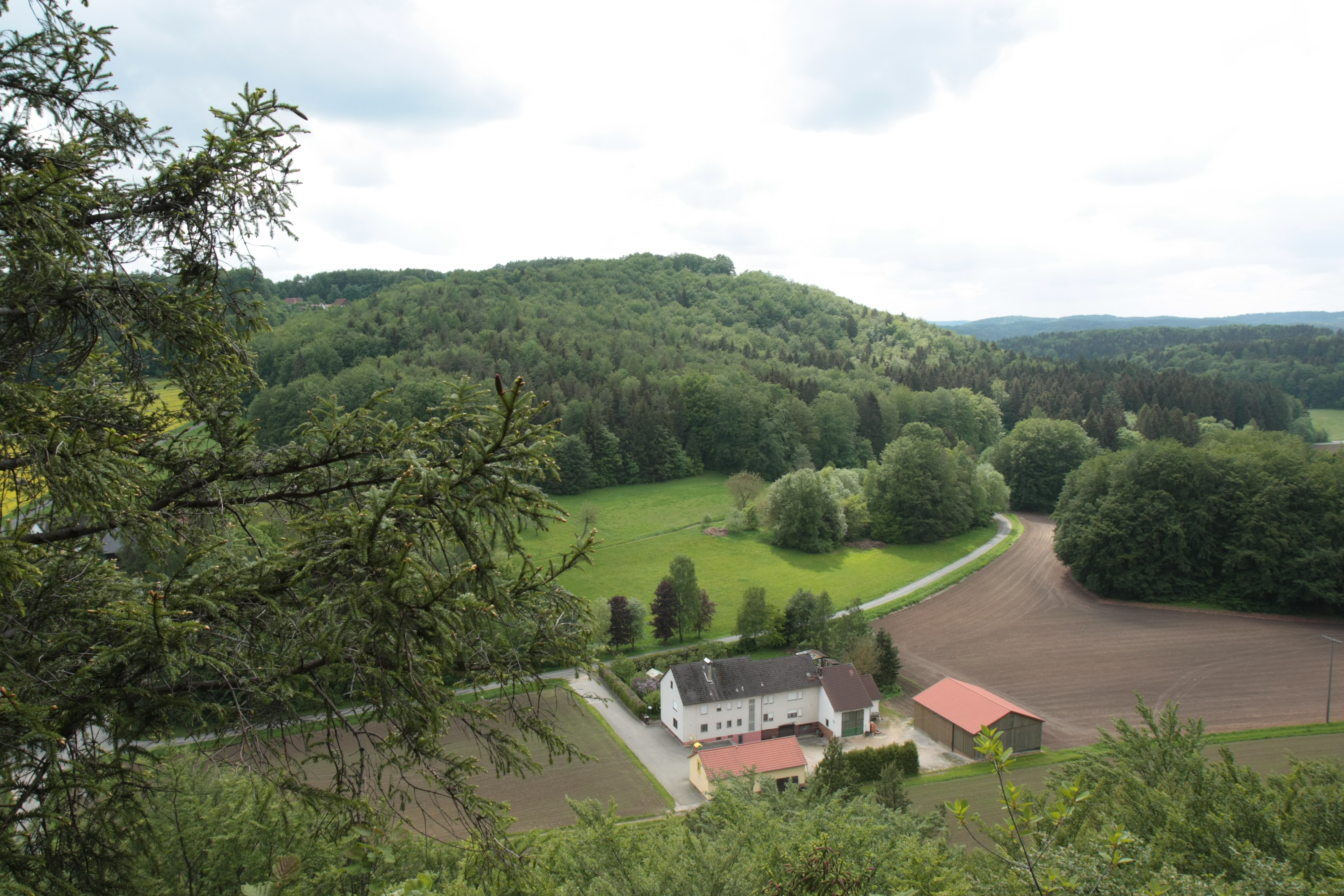
Der Leienfelser Schlossberg mit der Ruine über der Ortschaft Graisch aus nordöstlicher Richtung vom benachbarten Burgstall Leuenstein (Mai 2009)

## Geographische Lage
Die Burgruine liegt im Naturpark Fränkische Schweiz-Veldensteiner Forst auf dem 590 Meter hohen Leienfelser Schlossberg direkt neben dem Dorf Leienfels, etwa 4,6 Kilometer nordwestlich der Kirche von Betzenstein.
Man erreicht die Ruine vom Dorf Leienfels aus in nordwestlicher Richtung. Am Ortsende beginnt das Gelände der ehemaligen Burg.
In der Nähe, in westlicher Richtung, liegt die Ruine der Burg Bärnfels, im Norden, auf dem Bleistein bei Graisch, lag die Burg Leuenstein. Südöstlich befindet sich der Burgstall Leupoldstein und im Südwesten, im Tal der Trubach, standen ebenfalls Burgen, von denen noch Ruinen oder Burgställe vorhanden sind.

## Geschichte der Burg

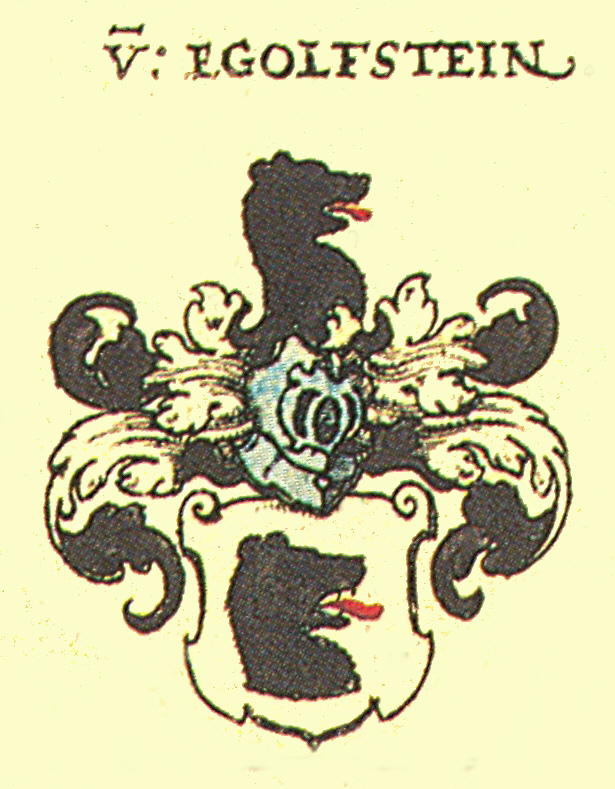
Wappen aus Siebmachers Wappenbuch von 1605

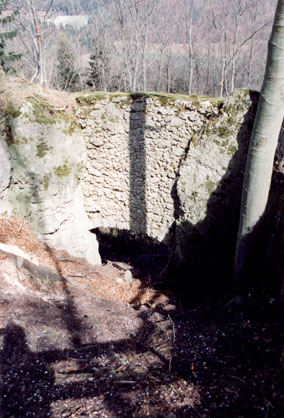
Reste der Grabenabschlussmauer (Januar 2006)

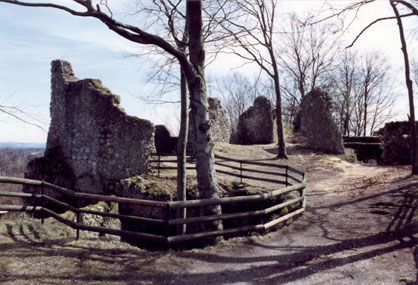
Reste eines Gebäudes, des sogenannten Kalten Ecks (Januar 2006)

Die Burg, deren Namen sich wohl von Löwenfels ableitet, zählt zu den späteren Burgengründungen der Fränkischen Schweiz und dürfte erst zu Anfang des 14. Jahrhunderts erbaut worden sein. Als Erbauer wird Seibot I. von Egloffstein angenommen, der zwischen 1285 und 1332 nachweisbar ist.
Urkundlich wurde die Burg erstmals im Jahr 1372 erwähnt. Ritter Götz von Egloffstein musste sich nach einer Fehde verpflichten, dem Bischof von Bamberg mit seinem Teil der bis dahin wohl freieigenen Burg zu dienen.
1380 wurde die Burg von den Truppen des Bischofs von Bamberg und des Burggrafen Friedrich V. von Nürnberg erobert. Götz von Egloffstein kam als Gefangener nach Nürnberg. Auch seine Nachfolger waren häufig in Fehden verwickelt. Die Burg wurde 1397 auf Befehl Wenzels zerstört.
1502 verkaufte Jobst I. von Egloffstein die Burg an den Bischof von Bamberg. Sie wurde Sitz eines kleinen bischöflichen Amtes.
Im Bauernkrieg wurde die Burg 1525 schwer beschädigt. Die Besatzung unter Otto von Mengersdorf konnte eine Eroberung jedoch verhindern. Die Wiederherstellung der Burg erfolgte unverzüglich. Im Zweiten Markgrafenkrieg wurde sie 1553 erneut schwer beschädigt. Ein Wiederaufbau erfolgte dieses Mal nur schleppend.
1594 wurde Leienfels dem bischöflichen Amt Pottenstein angeschlossen. 1610 wurde die Anlage bereits als nicht mehr bewohnbar bezeichnet. Im Dreißigjährigen Krieg wurde 1643 eine Instandsetzung der Burg für nicht mehr lohnend erachtet. 1646 wurden von den noch vorhandenen Gebäuden die Ziegel abgetragen und die Anlage dem Verfall preisgegeben.
Heute ist die Ruine als Baudenkmal D-4-72-179-83 „Leienfels, ehemals nahezu dreieckige Anlage, Reste der Umfassungsmauer und des Hauptgebäudes mit Eckturm, im Kern 14. Jahrhundert; Mauer der ehemaligen Vorburg, 14. Jahrhundert“, sowie als Bodendenkmal D-4-6234-0068 „Befunde des Mittelalters und der frühen Neuzeit im Bereich der Burgruine Leienfels“ vom Bayerischen Landesamt für Denkmalpflege erfasst.